# Granvellepaleis (Besançon)
Het Granvellepaleis (Frans: Palais Granvelle) werd tussen 1534 en 1547 gebouwd door staatsman Nicolas Perrenot de Granvelle in het centrum van de Franse stad Besançon. Het huisvest nu het Tijdmuseum (Musée du Temps).
In 1862 erkende het Ministère de la Culture het Granvellepaleis als monument historique van Frankrijk.

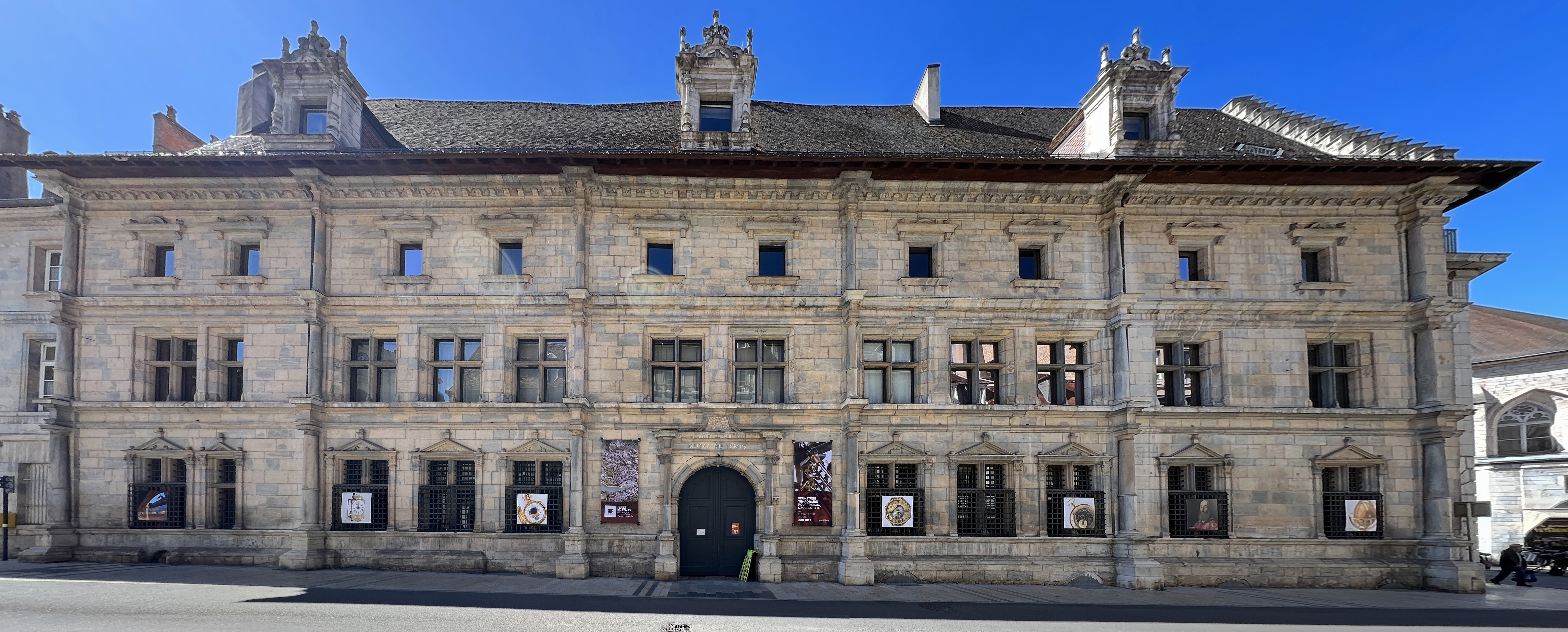
Hoofdgevel van het paleis.